# 경희대학교
경희대학교(慶熙大學校, Kyung Hee University)는 1911년에 개교한 신흥무관학교(新興武官學校)의 후신으로 1949년 5월 12일 개교한 대한민국의 4년제 사립 종합대학이다.
신흥무관학교(新興武官學校)는 해방 후 1947년 서울특별시 종로구 수송동에 신흥무관학교의 역사와 전통을 계승한 신흥전문학원(新興專門學院)을 설립하였으며, 1949년에 배영대학관을 합병하여 2년제 신흥초급대학(新興初級大學)으로 설립을 가인가 받았다. 이후 1952년 2월, 정식 설립 인가를 받았고 그해 12월 4년제 신흥대학(新興大學)으로 전환하였다. 1955년에는 종합대학인 신흥대학교(新興大學校)로 승격되며 교사를 서울특별시 동대문구 회기동(現 경희대학교 서울캠퍼스)으로 이전한 후 1960년에 ‘신흥대학교’였던 교명을 ‘경희대학교’로 바꾸었다. 현재 경희대학교는 서울캠퍼스와 국제캠퍼스, 광릉캠퍼스, 홍릉캠퍼스의 4개 이원화 캠퍼스를 운영 중이며, 교내에 '후마니타스 칼리지(Humanitas College)'라는 교양대학을 두고 있다. 서울캠퍼스와 국제캠퍼스는 교육과학기술부로부터 통합 인가를 받았고, 광릉캠퍼스에는 대한민국 최초의 국제대학원인 '평화복지대학원'이, 홍릉캠퍼스에는 '파이데이아 홍릉(Paideia Hongneung)'이라는 시민대학(비학위과정)이 소재해 있다.

## 개요

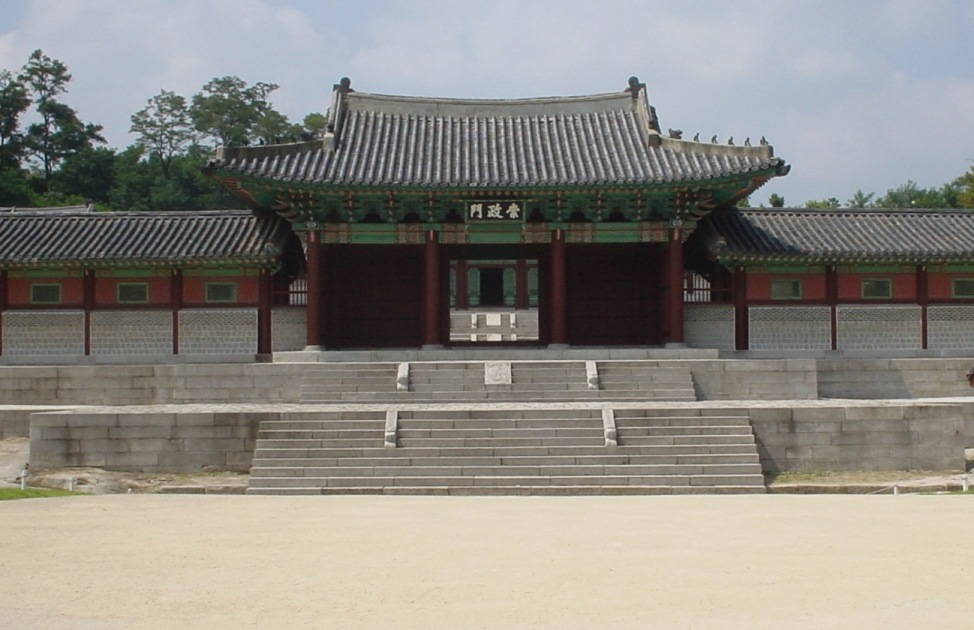
경희궁(慶熙宮)

교명인 경희대(慶熙大)는 영정조 시대의 치세가 펼쳐진 조선시대의 정궁 경희궁(慶熙宮)에서 따온 것으로, 임진왜란과 병자호란의 폐허를 딛고 문예를 부흥시킨 조선 후기 영정조 시대처럼, 한국 전쟁으로 피폐해진 이 땅에 다시 문화적인 르네상스가 오기를 바라는 마음으로 경희학원(고황재단)의 설립자인 조영식에 의해 명명되었다. 이전의 교명은 '신흥대(新興大)'로 전신인 신흥무관학교(新興武官學校)로부터 이어졌다. 조영식은 서울고등학교에서 교편을 잡기도 했는데 당시 서울고등학교 교사가 경희궁 안에 있었다. 1960년대에 조영식은 '흥성(興盛)에 기뻐하다(慶)'는 뜻의 '경희(慶熙)'라는 어휘가 기존의 대학명인 '신흥(新興)'과도 그 뜻이 일맥상통하고, 이름이 세련되고 아카데믹한 이미지가 있다고 생각해, 당시 상회나 식당 이름 등으로 흔하게 쓰이던 '신흥(新興)'이란 교명을 '경희(慶熙)'로 바꾸었다. 하지만 전신 신흥무관학교의 역사와 정통성, 정신은 지금까지 계속 이어지고 있다.
경희대학교는 교시 '문화세계의 창조'를 통하여 '홍익인간의 이념을 구현'하는 것을 건학이념으로 삼고 있으며, 교훈은 '학원의 민주화, 사상의 민주화, 생활의 민주화'이다. 교표는 1951년에 제정한 것으로, 유엔 정신을 상징하는 올리브 나무가 세계지도를 둘러싸고 있는 도안 위에 신흥무관학교와 신흥초급대학의 교표인 '대학'(大學)이라는 문자를 올려놓은 것이다. 교화는 목련으로, 창립 20주년을 기념하여 1970년 5월에 지정한 것이다. 이는 흰 목련이 순결, 무구, 정직을 상징하는 것 등에 뜻을 둔 것이다. 상징동물은 사자로, 경희대의 '웃는 사자'는 강인한 생명력과 관대한 내면세계, 치열한 자기 극복과 타인에 대한 너그러운 보살핌의 자세를 동시에 지닌 인간상을 뜻한다. 교가 이외에도 학교에서 자주 사용되는 가곡 '목련화'는 설립자 조영식이 개교 25주년을 기념하여 쓴 시 '4반세기 칸타타'에서 일부를 가사로 삼아, 작곡가 김동진이 곡을 쓴 것이다.

### 위치
서울캠퍼스와 국제캠퍼스는 통합 캠퍼스로 이루어져 있다. 각 캠퍼스별의 특징은 다음과 같다.
- 서울캠퍼스

- 서울특별시 동대문구 경희대로26(회기동)

신흥무관학교를 계승한 '신흥대학교'의 캠퍼스가 있던 자리로 1960년에 '경희대학교'로 교명이 바뀌었다. 서울캠퍼스는 인문, 사회, 자연과학, 순수예술, 의약학 중심의 캠퍼스로, 대표적인 학문분야로는 문과에 법학, 경영학, 경제학, 회계학, 호텔경영학, 사학, 국문학, 영문학 등이, 이과에서는 한의학, 치의학, 의학, 약학, 물리학, 지리학, 정보디스플레이학 등이 있다. 서울캠퍼스는 공원과 같이 조성된 아름다운 캠퍼스와 함께 매년 봄마다 개최되는 벚꽃축제로 유명하며, 본관 및 도서관, 대강당(평화의 전당), 교수회관을 대표로 하는 웅장한 석조전으로도 유명하다. 주요 부속기관으로는 경희의료원과 경희사이버대학교(KHCU)의 스튜디오, 경희대 글로벌미래교육원, 경희대학교 중앙박물관등이 있다. 이웃 대학으로는 캠퍼스를 마주하고 있는 한국외국어대학교를 비롯, 비교적 가까운 거리에 서울시립대학교, 고려대학교, 한양대학교, 한국과학기술원(KAIST) 홍릉캠퍼스, 한국과학기술연구원 (KIST), 한국예술종합학교 등이 있다. 회기역, 과 외대앞역을 이용해서 갈 수 있다.
- 국제캠퍼스

- 경기도 용인시 기흥구 덕영대로1732(하갈동)

서울캠퍼스에서 공과대학, 산업대학, 생명과학대학, 체육대학, 외국어계열 등이 이전하여 이원화캠퍼스를 구성하고 있다. 경기도 용인시 기흥구에 조성되어 있다. 일부 캠퍼스는 수원시 영통구 영통동과 용인시 기흥구 하갈동, 서천동의 경계에 위치하면서 '국제캠퍼스'로 명명되기 이전에는 '수원캠퍼스'라 명명되었다. 국제캠퍼스는 공학, 응용과학, 생명과학, 전자정보, 실용예술, 국제학, 외국어 중심의 캠퍼스로, 특성 있는 학문분야가 많으며 대표적으로는 유전공학, 생체의공학, 한방재료공학, 스포츠의학, 국제학, 원자력공학, 우주과학, Post Modern 음악학, 골프경영학(체대), 태권도학 등이 있다. 주요 시설로는 수용 인원 8천여명 규모의 노천극장 및 종합체육관, 천문대, 원자로실 등이 있으며, 동서의학대학원과 생명공학원을 중심으로 글로벌 의약품소재개발 연구센터, 피부생명공학센터, 친고령특성화 대학원 등 '의료R&D센터'의 설립이 활발하게 추진되고 있다. 근처 수원시 영통구의 주요 교육기관으로는 서울대학교 융합과학기술대학원, 아주대학교 등이 자리잡고 있다.
- 광릉캠퍼스

- 경기도 남양주시 진접읍 광릉수목원로195

대한민국 최초의 국제대학원인 '평화복지대학원(The Graduate Institute of Peace Studies)'이 소재하고 있다. 광릉캠퍼스는 광릉수목원의 아름다운 자연 속에 대학원 본관을 비롯해 도서관, 기숙사(삼정서헌), 명상관, 실내체육관, 교수 아파트, 평화의 탑 등으로 이루어져 있으며, 평화복지대학원의 교육 과정은 국제무대에서 활동할 인재 양성을 위한 '엘리트 교육'을 표방, 모든 재학생들에게 학비와 교재비, 해외연수비, 기숙사비, 생활비가 전액 제공되고 있으며, 전강의도 영어로 이루어지고 있다. 졸업생들은 국제 연합(UN) 등 주로 국제기구로 진출하고 있다. 경희대는 국내에서 유일하게 2개의 국제대학원을 동시에 운영 중인데, 또 하나의 '국제대학원(Graduate School of Pan-Pacific International Studies)'은 경희대학교 국제캠퍼스 안에 '국제대학(학부과정)'과 연계되어 있으며, 평화복지대학원과도 밀접한 교류를 맺고 있다.
- 홍릉캠퍼스

- 서울특별시 동대문구 청량리동 홍릉로91

경희대학교의 교양대학 '후마니타스 칼리지'와 연계된 경희사이버대학교의 대안적 시민대학, 시민대학원(비학위과정)인 '파이데이아 홍릉(Paideia Hongneung)'이 위치해 있다. 파이데이아(Paideia)란 라틴어 후마니타스(Humanitas)의 그리스어 단어로 둘 다 인문학, 인문교육을 의미한다. 홍릉캠퍼스는 서울캠퍼스에서 약 2km 정도 떨어진 홍릉수목원 부근에 지상 5층, 지하 1층(연면적 1356m2)의 교사 등으로 이루어져 있으며, 내부에 대형 강의실과 지하 강연장, 전시실, 교수 연구실, 옥상정원, 카페 등으로 구성되어, 경희학원의 재학생들을 비롯해 일반시민, 지역주민, 직장인들을 대상으로 한 인문학, 교양교육에 초점이 맞추어져 있다. 홍릉캠퍼스에는 '미래경영과정' 등의 경영 프로그램 및 시민문화학교 '콜레주 드 홍릉(Collège de Hongneung)'도 개교해 운영될 예정이다. (참고로 경희대와 경희사이버대는 캠퍼스를 공유하고 있다.)

## 발자취

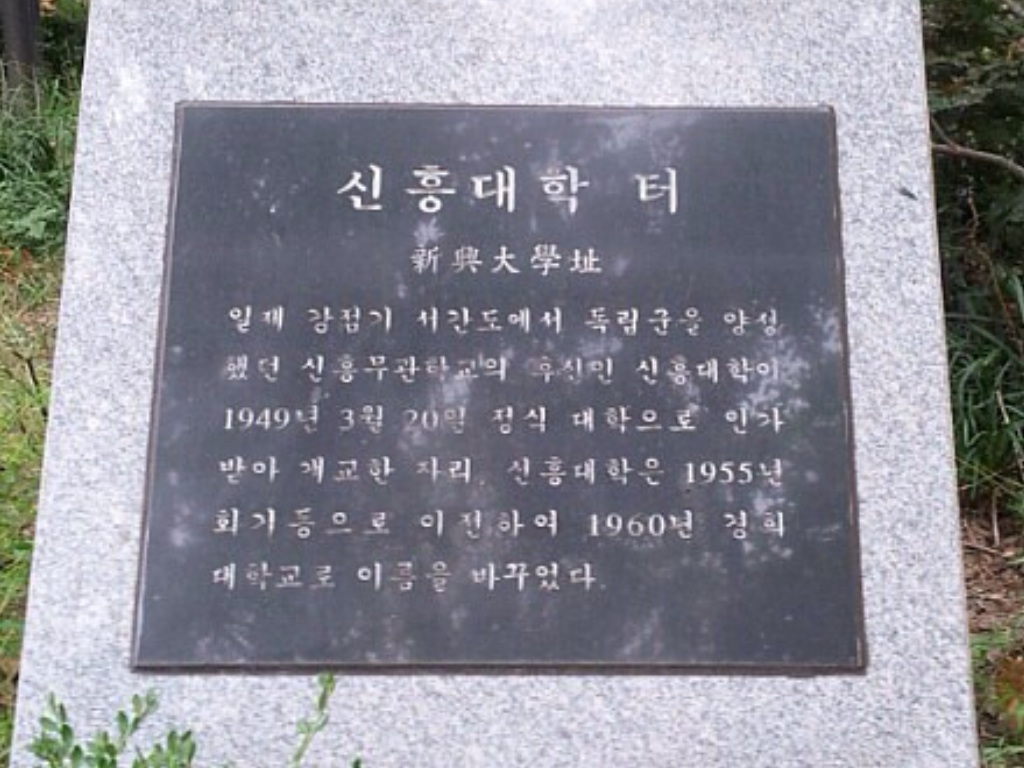
신흥대학(新興大學)터

중국으로 넘어간 신민회 회원 이회영·이시영(李始榮) 등 6형제가 주축이 되어 1911년 류하현(柳河縣) 삼원포(三源浦) 추가가 대고산(大孤山)에서 경학사를 결성하고 신흥무관학교를 세웠다. 1920년 일제의 탄압으로 학교가 문을 닫았지만, 해방 후 이시영은 1947년 2월 재단법인 성재학원을 설립, 지금의 조계사 뒤편(종로구 수송동 82번지)에 신흥전문학원을 세웠다.
1949년 이전에 해방과 함께 등장한 배영대학관과 신흥전문학원이 대학의 면모를 갖추지 못한데다, 또한 경영난에 처하면서 두 학교는 1949년에 재단법인 성재학원의 설립과 함께 이시영을 중심으로 신흥초급대학(2년제)의 가인가 설립을 통해 상황의 타개를 꾀하였다. 그러나 학교 경영의 어려움과 함께 두 차례의 사기로 인해 학원 경영이 더욱 수렁으로 빠져들자, 1951년 5월 18일에 조영식이 이시영의 간청에 따라 1,500만 원의 부채를 모두 상환하는 것과 함께 재단법인 성재학원을 인수하기로 하였다. 이 5월 18일은 현재 경희대학교의 개교기념일이자, 이후 경희대학교가 발전의 길로 나아가는 반환점이 되었다.
신흥초급대학을 인수한 조영식은 1952년 2월 3일, 영어과·중국어과·법정과·체육과의 4과를 갖춘 신흥초급대학으로 정식 설립인가를 받고, 같은 해 12월 9일에는 4년제의 신흥대학으로 승격했다. 이어 1954년의 대학원 설치 인가와 함께, 1955년에는 설립 이후의 숙원이었던 신흥대학교(4년제 종합대학)의 설립인가를 받으면서 현재와 같은 종합대학의 면모를 갖추게 되었다.
이를 즈음하여 현재의 동대문구 회기동 고황산(高凰山=天藏山) 일대에 새 터전을 마련한 경희대학교는, 1955년에 ‘문화세계의 창조’라는 글을 새긴 교시탑을 준공하는 한편 1956년에는 현재 본관으로 사용되는 석조 본관을 준공했다. 석조 본관의 설계를 맡았던 조영식은 이후 1968년의 중앙도서관의 준공까지 설계를 담당하였으며, 이후 경희대학교의 여러 주요 건물은 유럽 여러 나라의 건축 양식을 이용해 조영식이 설계한 것이 더러 있다.
1960년에 법인의 명칭을 재단법인 고황재단으로 바꾸는 것과 함께 대학의 이름으로는 딱히 좋은 편이 아니던 신흥이라는 이름을 경희대학교로 바꾸었다. 1963년에 경희초급대학(2년제)의 설립과 함께, 1965년에는 학교법인 행림학원과 동양의과대학을 합병하였고, 이어 1966년에는 경희간호대학을 설립하였다. 다음 해(1967년)에는 경희초급대학을 경희여자초급대학으로 개편하였다.
1971년에는 현재의 부지에 경희의료원을 개원하였으며, 1975년에는 경희호텔경영전문학교를 설립하였다. 이 해에는 석조 본관 전면의 공사를 마치는 것과 함께 석조본관이 완공된 해이기도 했다. 1978년에는 경희여자초급대학이 문을 닫았으며, 1979년에는 경희간호전문학교가 경희간호전문대학으로 승격하였다.
1978년에 자연사박물관이 개관하였다. 이어 1979년에는 경기도 수원 일대(현재 용인시 기흥구 서천동 일대)에 수원캠퍼스를 설립하는 것을 인가받아 공과대학 등이 서울캠퍼스에서 이전하였으며, 1984년에는 경기도 남양주시에 평화복지대학원의 개교와 함께 광릉캠퍼스를 설치하였다.
1998년에는 경희호텔경영전문대학을 폐지하고, 이를 흡수하여 경희대학교 호텔관광대학으로 하였으며 1999년에는 경희간호전문대학을 폐지하여 의과대학 간호학과와 함께 간호과학대학으로 하였다.
1995년에 수원캠퍼스 중앙도서관을 준공하였다. 1999년에는 1976년에 착공하였으나 정부의 반대로 인하여 완공을 못하고 있던, 평화의 전당이 정식으로 완공되었다. 동양 최대 규모의 종합 문화 예술 공연장으로 설계된 평화의 전당은, 조영식이 중세 고딕 양식으로 설계하였으며 경희 50년의 역사를 스테인드 글라스와 화강암 조각으로 담아내고 있다.
2011년에는 경희대학교 서울캠퍼스와 국제캠퍼스가 단일 학교로 통합되었다. 2011년 7월 11일에는 교육과학기술부에 본, 분교 통합 신청서를 제출하였으며, 이후 8월 24일에 교과부로부터 최종 승인을 받아 본, 분교 통합이 확정되었다.
2013년에는 GSC 봉사단, KOICA 국제개발 협력사업(캄보디아) 착수하였고, 2013년 2월에 공동 입학식 개최(신입생 캠퍼스 행진 처음 도입)를 하였다. 2013년 8월 BK21 플러스 ‘창의인재 양성사업’ 20개 선정되었고 2013년 9월에 캠퍼스 전역 대상 무선랜(KHU Wi-Fi) 시스템 구축을 하였다. 2013년 11월에 초소형 인공위성 ‘시네마 2·3기’ 발사로 프로젝트 성공하였다.

## 연혁
- 1949년 3월 2일 신흥초급대학교로 설립인가
- 1949년 5월 1일 : 컴퓨터실 개관
- 1955년 : 신흥대학교로 명칭변경
- 1960년 1월 1일 : 경희대학교로 교명변경
- 2014년 1월 31일 : 제15회 졸업식(국어과 52명, 영어과 110명, 예술과 32명 졸업)
- 2016년 3월 2일 : 제17회 입학식
- 2022년 : 제25회 신입생 입학식

## 역대 총장
| 대수     | 성명   | 임기                      | 비고                                                       |
| -------- | ------ | ------------------------- | ---------------------------------------------------------- |
| 초대     | 조영식 | 1955년 3월 ~ 1961년 9월   | 경희대학교 설립자, 학교법인 경희학원 초대 이사장           |
| 제2대    | 고병국 | 1961년 9월 ~ 1963년 5월   | 법학자, 변호사, 경희대학교 대학원장                        |
| 제3대    | 조영식 | 1963년 5월 ~ 1980년 8월   |                                                            |
| 제4대    | 안치열 | 1980년 8월 ~ 1982년 10월  | 의학자, 원자력청장, 경희대학교 의과대학 교수               |
| 제5대    | 심태식 | 1982년 10월 ~ 1984년 10월 | 법학자, 경희대학교 법과대학 교수                           |
| 직무대행 | 박양원 | 1984년 10월 ~ 1985년 1월  | 의학자, 경희대학교 의과대학 교수, 경희의료원 원장          |
| 제6대    | 박양원 | 1985년 1월 ~ 1988년 1월   |                                                            |
| 제7대    | 조영식 | 1988년 1월 ~ 1993년 10월  |                                                            |
| 제8대    | 조영식 | 1988년 1월 ~ 1993년 10월  |                                                            |
| 제9대    | 공영일 | 1993년 10월 ~ 1996년 12월 | 영문학자, 경희대학교 서울캠퍼스 부총장, 경희학원 이사장    |
| 제10대   | 조정원 | 1996년 12월 ~ 2003년 11월 | 정치학자, 세계태권도연맹 총재, 대한체육회 부회장           |
| 제11대   | 조정원 | 1996년 12월 ~ 2003년 11월 | 정치학자, 세계태권도연맹 총재, 대한체육회 부회장           |
| 제12대   | 김병묵 | 2003년 11월 ~ 2006년 11월 | 법학자, 경희대학교 법과대학 학장                           |
| 제13대   | 조인원 | 2006년 11월 ~ 2018년 11월 | 정치학자, 경희대학교 NGO대학원 원장, 경희사이버대학교 총장 |
| 제14대   | 조인원 | 2006년 11월 ~ 2018년 11월 | 정치학자, 경희대학교 NGO대학원 원장, 경희사이버대학교 총장 |
| 제15대   | 조인원 | 2006년 11월 ~ 2018년 11월 | 정치학자, 경희대학교 NGO대학원 원장, 경희사이버대학교 총장 |
| 직무대행 | 박영국 | 2018년 11월 ~ 2020년 2월  | 치의학자, 경희대학교 치과대학 교수, 대외협력부총장         |
| 제16대   | 한균태 | 2020년 2월 ~ 2024년 2월   | 언론정보학자, 경희대학교 언론정보학과 교수                 |
| 제17대   | 김진상 | 2024년 2월 ~ 현재         | 전자공학자, 경희대학교 전자공학과 교수                     |

## 개설 학과 · 전공
학부와 대학원 과정이 모두 개설되어 있으며, 2019년 기준으로 개설되어 있는 과정은 현재 다음과 같다.

### 학부 과정
2019년 기준으로 서울캠퍼스에는 15개 단과대학과 1개의 독립학과가, 국제캠퍼스에는 9개 단과대학과 1개의 독립학과가 설치되어 있다. 2009년부터 법학전문대학원이 개원되면서 현재 서울캠퍼스 법과대학에서는 신입생을 받고 있으며, 자율전공학부를 신설하여  법학과 신입생 정원을 양성하고 있다.

### 서울캠퍼스
- 문과대학

- 법과대학

- 정경대학

- 경영대학

- 호텔관광대학

- 이과대학

- 생활과학대학

- 의과대학

- 한의과대학

- 치과대학

- 약학대학

- 간호과학대학

- 음악대학

- 미술대학

- 무용학부

- 자율전공학부

### 국제캠퍼스
- 공과대학

- 전자정보대학

- 소프트웨어융합대학

- 응용과학대학

- 생명과학대학

- 국제대학

- 외국어대학

- 예술·디자인대학

- 체육대학

- 동서의과학과

## 주요 부속 기관

### 중앙도서관

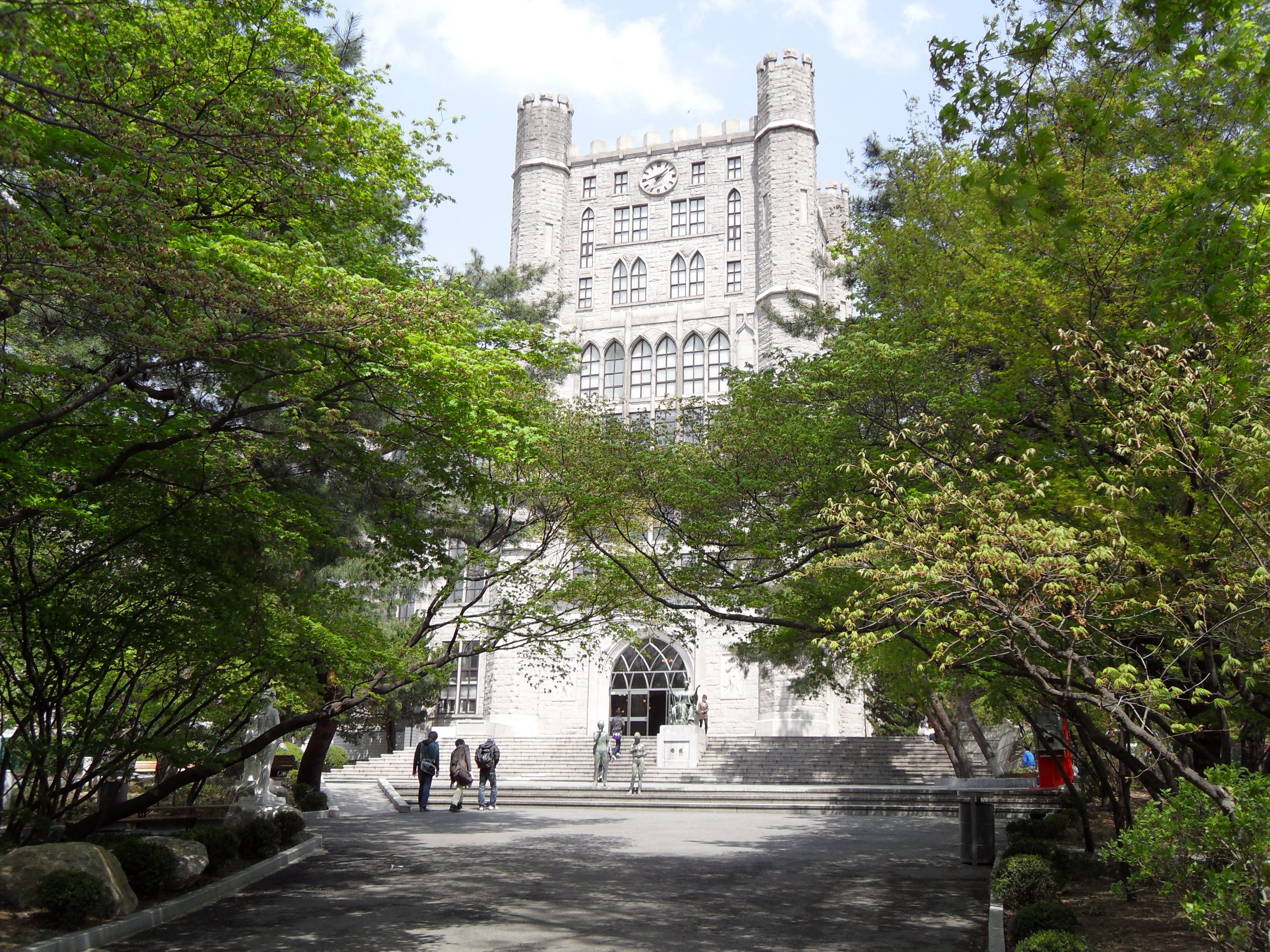
서울캠퍼스 중앙도서관

서울캠퍼스 중앙도서관은 설립자 조영식 총장이 기증한 7백여 권의 도서를 가지고, 1951년 부산의 임시 가교사에서 개관하였으며, 1968년 6월 17일에 현재의 석조건물을 준공하였다. 현재는 본 건물 4층, 원형열람실 2층의 구조로 총 건평 3,900여 평에 95만여 권의 장서와 2천여 석의 열람석을 보유하고 있다.
1989년에는 한의학도서관을 개관하였고, 1972년에 설치한 의료원도서관을 기반으로 2002년에는 의학도서관을 개관하였다. 2000년에는 법학도서관을 개관하였다. 1995년 도입한 전산 시스템을 비롯해, 1999년에는 웹 기반의 전자도서관을 구축하였고, 2005년에는 이른바 미래형 통합 전자도서관의 구축을 완료하였다.
국제캠퍼스 중앙도서관은 1980년에 경희대학교 국제캠퍼스(당시 수원캠퍼스) 개교와 함께 이공대학관에 설치되었다가, 1995년에 지금의 건물을 신축하여 이전하였다. 1993년에는 전산 시스템을 도입하고, 1999년에는 서울캠퍼스 중앙도서관과 전산 시스템을 통합하였다. 2003년에 UN 기탁도서관을 개관하고, 2004년에는 국제노동기구(ILO) 기탁도서관과 세계관광기구(UNWTO) 기탁도서관으로, 2005년에는 국제통화기금(IMF) 기탁도서관으로 선정되었다. 대한민국에서 유일한 UNWTO와 IMF의 기탁도서관이기도 하다. 2009년 기준으로 한국 안팎의 단행본 총 857,095권의 장서를 보유하고 있다. (2009 한국도서관연감)
일제 강점기에 미국 듀크대학교 도서관을 본 떠서 만든 고려대학교 도서관과 비슷한 모양을 하고 있는 건축물이다. 'ㄱ'자형으로 건물이 구성되어 있으며, 한쪽 끝 모서리에 첨탑을 두고있다. 화강석으로 외장을 치장하였으며, 고딕양식의 특징인 웅장함을 잘 나타내고 있다.경희대 본관 앞 분수대가 있는 정원 동쪽편에 자리잡고있다. 도서관 첨탑이 정문 구실을 하고있으며, 3층 높이 건물에는 저층에는 사각형, 고층에는 아치형 창문으로 장식해 놓고 있다. 건물에 장식을 많이 해 놓고 있어서 화려하면서도 웅장한 느낌을 준다.

### 중앙박물관
경희대학교 중앙박물관은 1955년에 개관한 고고·역사·민속 중심의 종합박물관이다. 고고역사관, 무속관, 시베리아관, IAUP기념관으로 구성되어 있으며, 6,500여 점의 유물을 소장하고 있다. 서울캠퍼스 중앙도서관 건물에 위치해 있다.
1955년 10월에 개관하였으며, 이후 중앙도서관이 완공되면서 1966년 11월에 중앙도서관 건물 4층으로 이전하였다. 2001년에 제1종 종합박물관(문화관광부 등록 제193호)으로 등록하였으며, 이후 소장유물을 재정리 및 전산화 하여 2004년 1월에는 유물 인터넷 검색 서비스를 개시했다.
총 소장 유물은 10만여 점이며, 이 가운데 유물대장 등에 등록된 유물은 6,500여 점이다.

### 자연사박물관
경희대학교 자연사박물관은 1978년 6월 13일에 개관하였고, 2005년 제1종 종합박물관으로 등록하였다. 
암석, 광물, 화석, 동물, 식물 등 90,000여점의 표본을 확보하고 있으며, 총 전시 면적 1,500㎡에 6개의 전시실(암석 및 광물, 포유류, 조류, 곤충, 해양생물, 식물)로 구성되어 있다. 크낙새, 마지막 황새, 북한에서 기증 받은 멧닭, 장수하늘소, 종어 등 멸종되었거나 희귀한 생물을 전시하고 있다. 
1950년대부터 수집된 원병오, 신유항, 정문기, 정현배, 윤무부 등의 연구 표본을 확보하고 있으며, 2019년 수장고 개편을 통하여 연구지원 서비스를 운영하고 있다. 

### 혜정박물관
경희대학교 혜정박물관은 대한민국에서 최초로 설립된 고지도 전문 박물관으로, 국제캠퍼스에 위치해 있다. 2002년 3월 1일에 설립된 혜정문화연구소를 모체로, 김혜정씨가 30여 년간 수집한 지도를 소장품으로 하여 2005년 5월 1일에 설립되었다. 900여 점의 고지도를 소장하고 있으며, 이러한 고지도 전문 박물관의 설립은 세계적으로도 드문 사례이다.

### 경희천문대
경희천문대((구)우주과학교육관)는 문화세계의 창조’라는 경희대학교 교시를 기반으로 ‘인류의 보편가치’를 구현하기 위해 천문우주교육의 필요성을 바탕으로 건립되었다. 1992년 10월 돔형 건물과 76 cm 반사망원경을 설치하였고, 1995년 4월에는 국내대학 최초로 천문우주과학전시장을 개관한 바 있다. 경희천문대는 공개 관측회, 교육프로그램, 우주과학캠프 등을 통한 대학의 교육과 지역사회의 천문우주과학 대중화 뿐만 아니라, 국내최초 변광성 발견(경희성), M101 은하 초신성 관측 등 전문적인 천문우주과학연구도 매우 활발히 진행하고 있다. 2013년 11월에는 우주탐사학과(대학원)가 독자기술로 개발한 국내최초의 큐브위성 KHUSAT-01, 02 (TRIO-CINEMA)를 러시아 야스니 발사장에서 발사에 성공하였고, 경희천문대에 위치한 지상국으로 위성을 운용, 현재는 미션을 종료한 상태이다. 이후, 세번째 큐브위성인 KHUSAT-03 (SIGMA)를 개발완료하여 2016년 3Q 발사하였다. 최근 국내 지자체의 시민천문대와 사설천문대가 다수 건립되어 천문우주과학의 대중화 노력이 많이 진행되고 있기 때문에 경희대학교 천문대에서도 일반 대중을 상대로 보다 차별화된 천문우주 프로그램을 통해 대중화 노력에도 적극 동참하고 있다.

### 평화의 전당

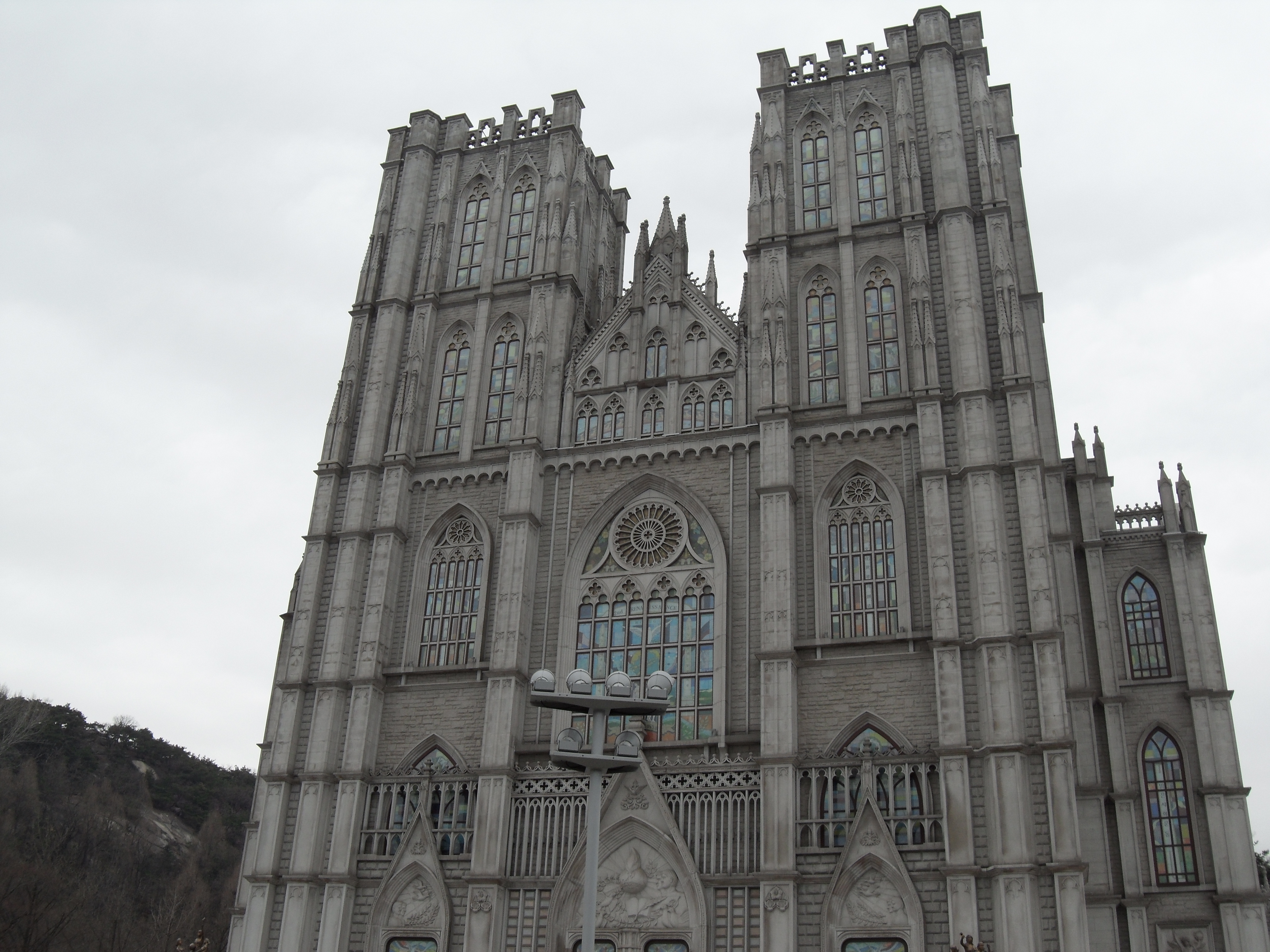
평화의 전당

경희대학교 평화의 전당은 1976년 6월에 착공하여, 1999년 10월 11일에 개관한 종합 문화 예술 공연장으로, 서울캠퍼스에 위치해 있고, 단일 공연장으로는 아시아 최대 규모인 4,500석의 객석을 보유하고 있다. 3,300여 평의 대지에 지하 2층, 지상 6층, 옥탑 3층으로 건립되었다.
'평화의 전당'이라는 정식명칭이 붙여지기 전에는 '비놀리아'관이라는 별명도 있었다.'비놀리아'는 당시 판매하던 비누 제품명으로서, "어? 아직도 그대로네?"라는 멘트를 CF에 쓸 정도로 오래 쓸 수 있는 제품이라는 마케팅슬로건을 가지고 있었다. 1976년에 착공을 하였는데도 아직도 완성이 안되었다는 데서 나온 별명이다. 안기부와 관련되어 공사가 중단된 기간이 오래였다고 한다.
웅장한 외관을 자랑하는 평화의 전당은 경희 50년의 역사를 표현한 스테인드글라스와 아름다운 화강석 조각으로 중세 고딕양식 건축양식을 보여준다.

### 경희의료원
경희의료원은 1965년 4월 27일 동양 의과대학 병합에서부터 그 역사가 시작되었다. 당시 사회 일각에서는 한의사 제도를 둔 의료법이 한국 의료제도를 이원화함으로써 낙후성을 면치 못할 것이라고 주장하여 제도 폐기론이 연례 행사처럼 제기되고 있었으므로 동의학(東醫學)의 학문적 연구 의욕은 좌절 상태에 빠져 있었다. 그러나 경희학원 설립자인 미원(美源) 조영식은 동양 의대를 병합한 후 한의학과를 신설하였는데, 이를 계기로 학계에서는 동의학을 현대적 의미에서 하나의 학문으로 인정하게 되었으며 동서의학의 조화를 통해 제 3의학의 새 경지를 개척하게 됨으로써 한국 의료계에 획기적인 전기를 마련하였다.
그로부터 1년 후인 1966년에는 의과대학을 설립함으로써 한국 최초로 동서의학을 망라한 의학 교육 기관으로서의 면모를 갖추었고 이때부터 본격적인 의과대학병원 설립작업이 추진되었다. 의과대학병원 설립준비위원회(위원장 : 박양원 교수)가 발족되어 의료 시설도입, 의료진 확보 등을 진행하였고 1970년에는 의과대학병원 경희의료원으로 개칭하여 개원 준비에 박차를 가했다. 그리하여 6년 6개월의 오랜 준비끝인 1971년 10월 5일, 30여억원의 건축비를 투자하고 18층의 현대식 매머드 건물 및 최신 의료 장비를 갖춘 경희의료원은 의과대학병원, 치과병원, 한방병원이 복합된 동서의학의 요람으로 거대한 첫 걸음을 내디뎠다. 이와 동시에 동서 의학의 융화를 통한 제 3의학의 창조를 위하여 부설 동서의학 연구소를 함께 설치하였다.

### 총동문회관
경희대학교 총동문회관은 경희대학교의 전신인 신흥무관학교를 계승한 신흥대학이 있었던 서울특별시 종로구에 위치해 있으며, 경희대학교 총동문회 및 경희사이버대학교 총동문회가 입주해 있다. 회관은 권농동의 구 경희대학교 시내한방병원 건물을 헐어내고 그 부지에 총 825평 층당 107평, 지하 3층 지상 5층 규모의 현대식 유리건물로 건립되었다. 총동문회관 F층에는 회장실, 회의실, 사무실, 사무처장실, 자료실, 동문연락사무실 등이 배치되어 있으며, 3층에는 밝은사회한국본부, 2층 일부는 경희ROTC 동문회가 사용하고, 5층은 각종 세미나 등을 가질 수 있는 강당으로 꾸며졌다.

## 사진

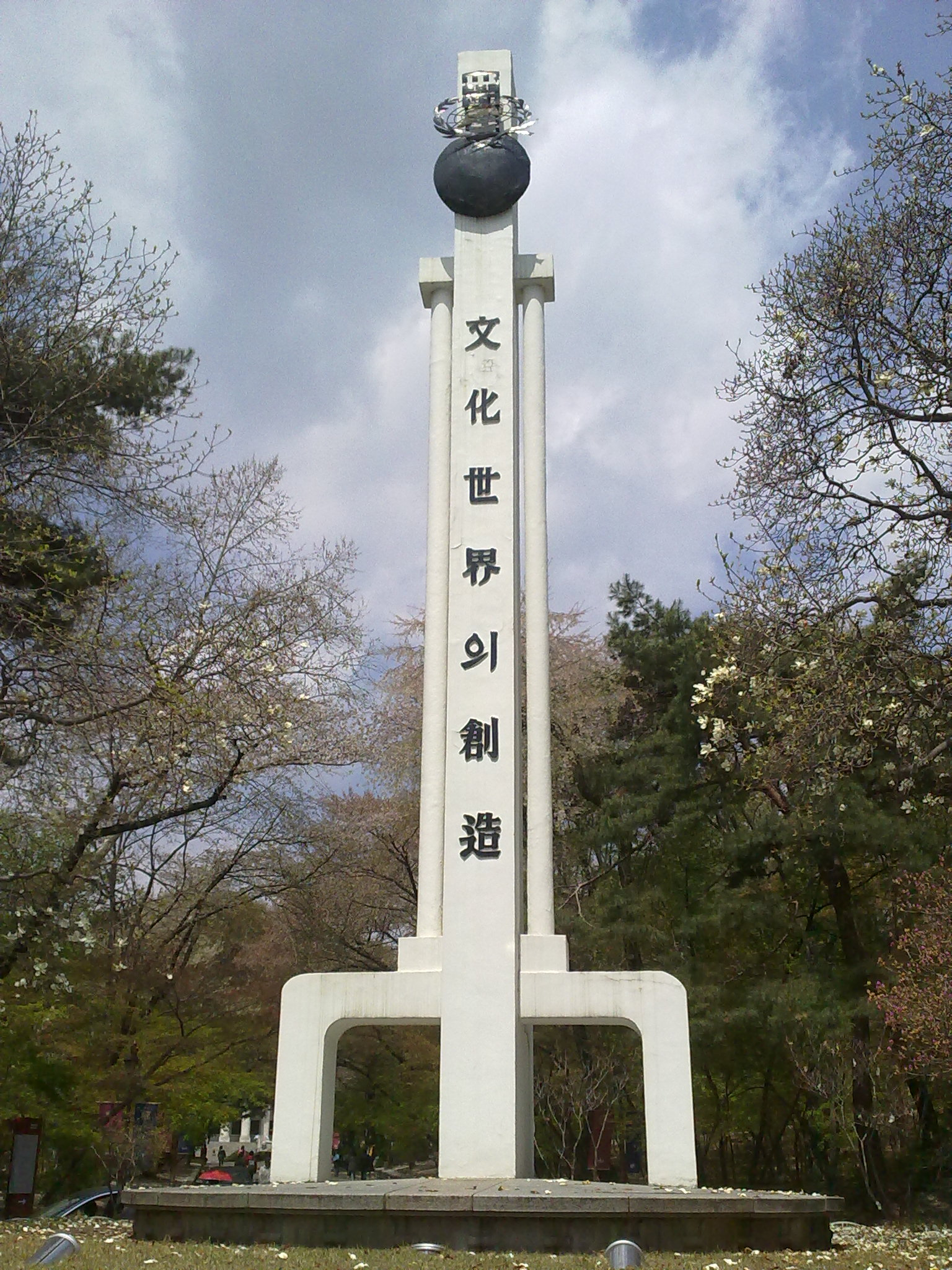
교시탑
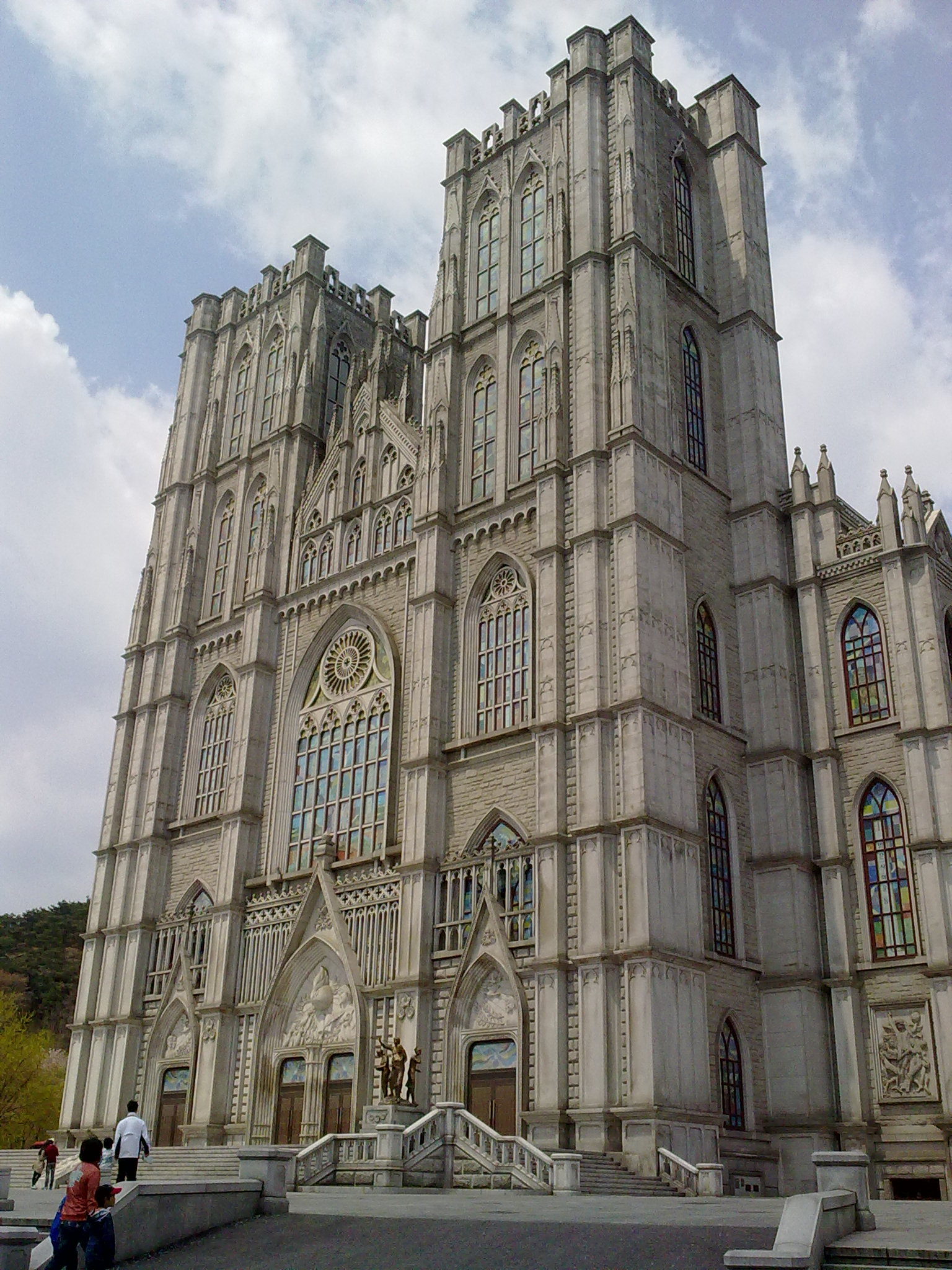
평화의 전당
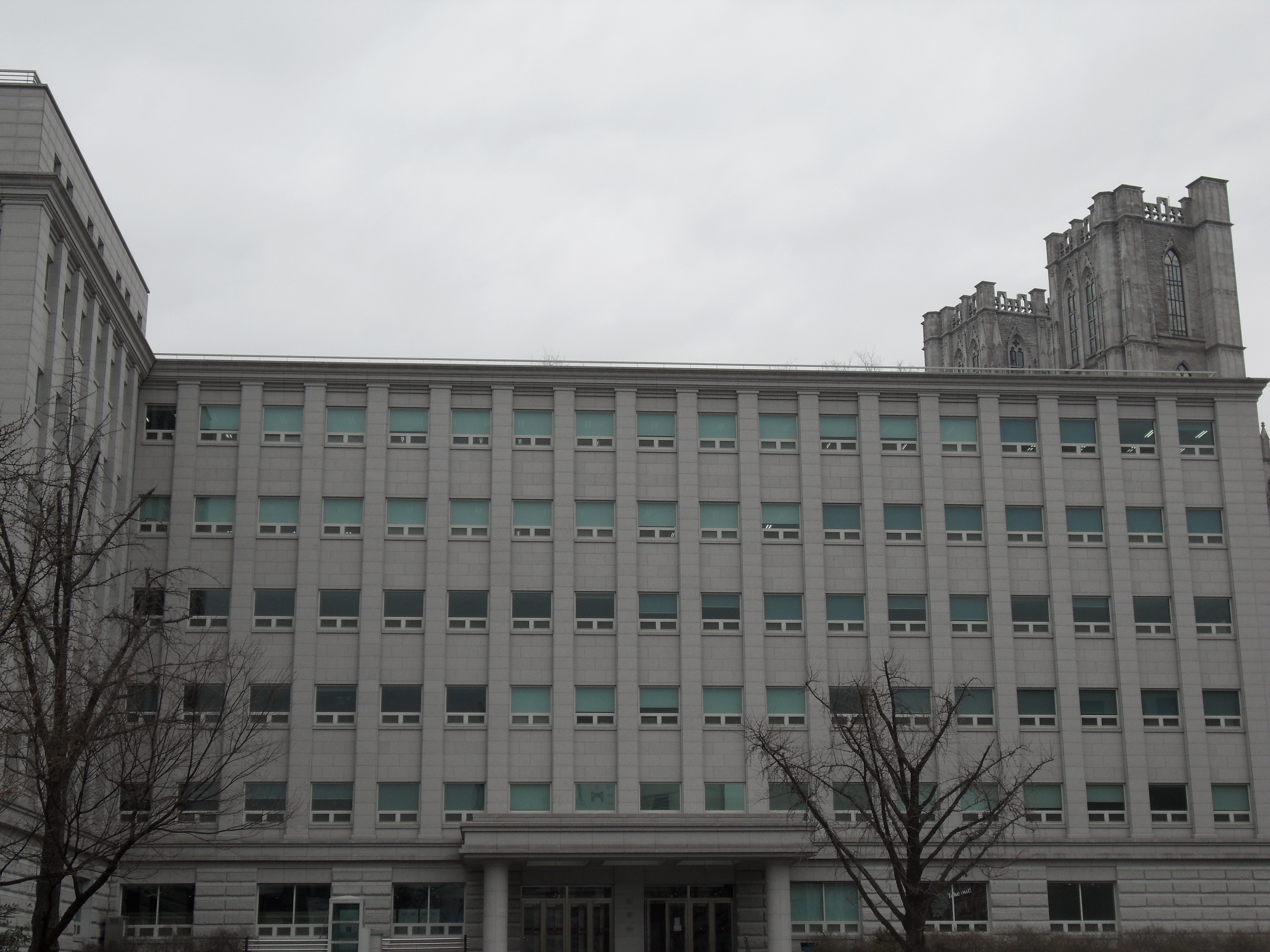
법과대학
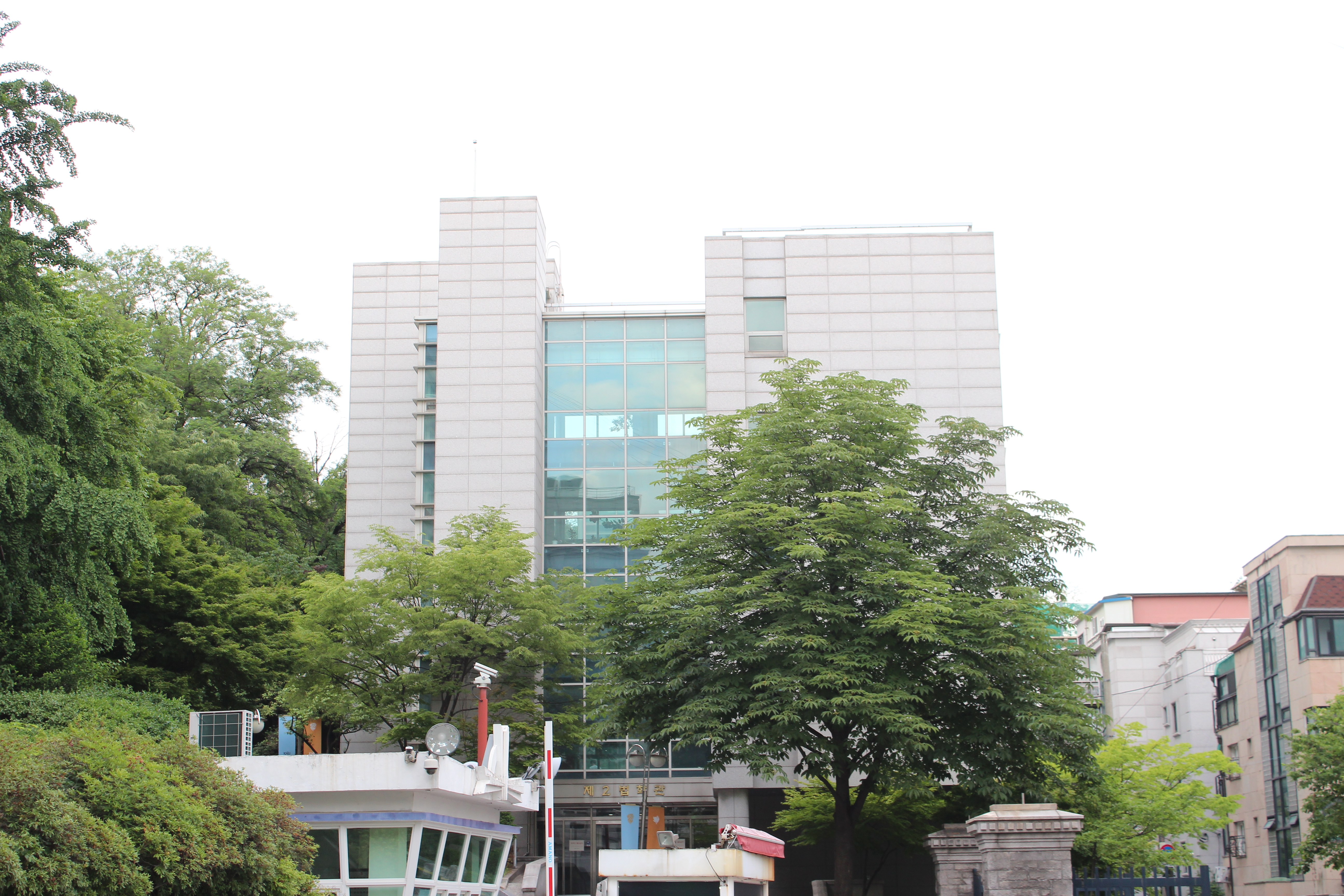
제2법학관
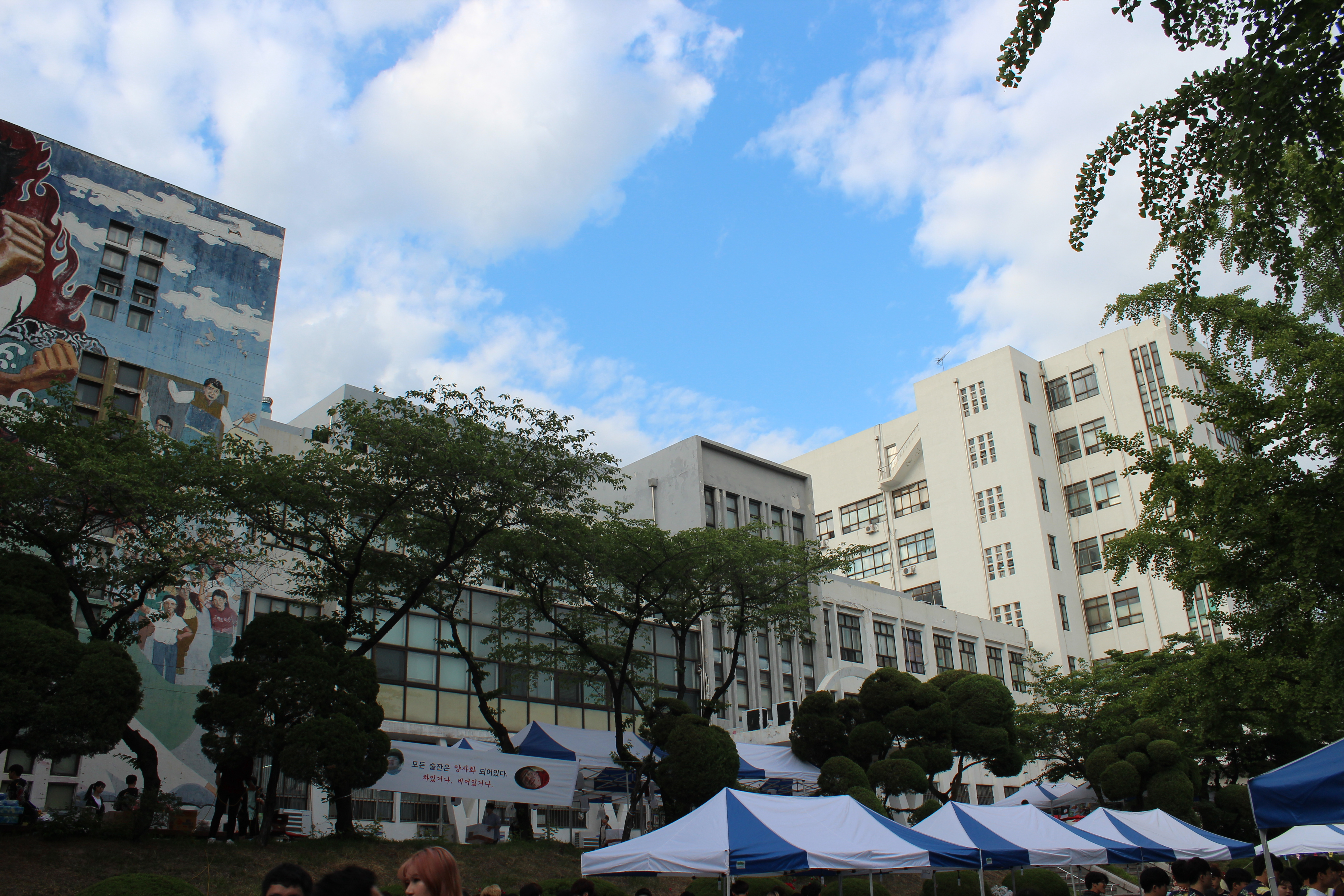
문과대학과 이과대학 서관
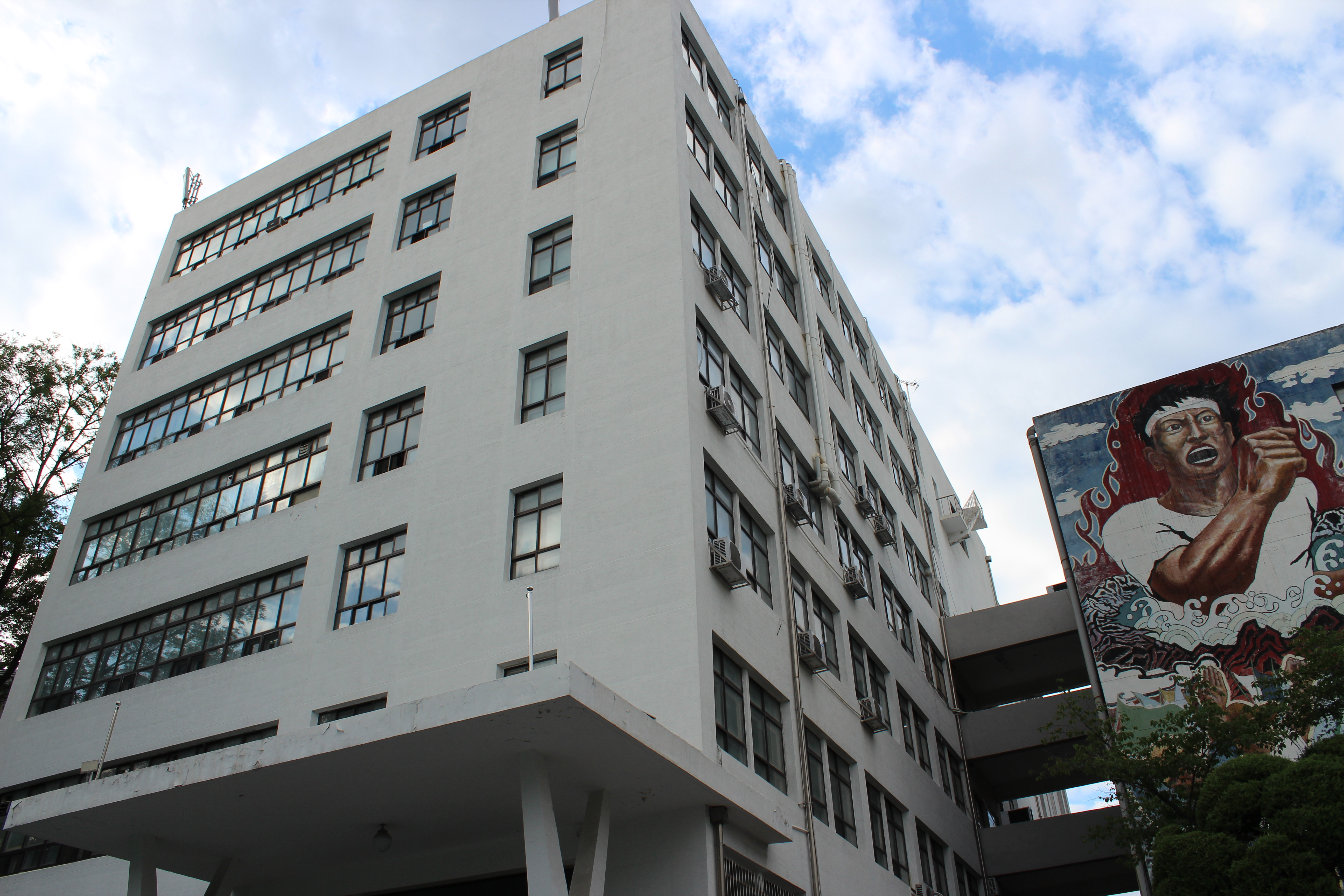
문과대학과 이과대학 동관
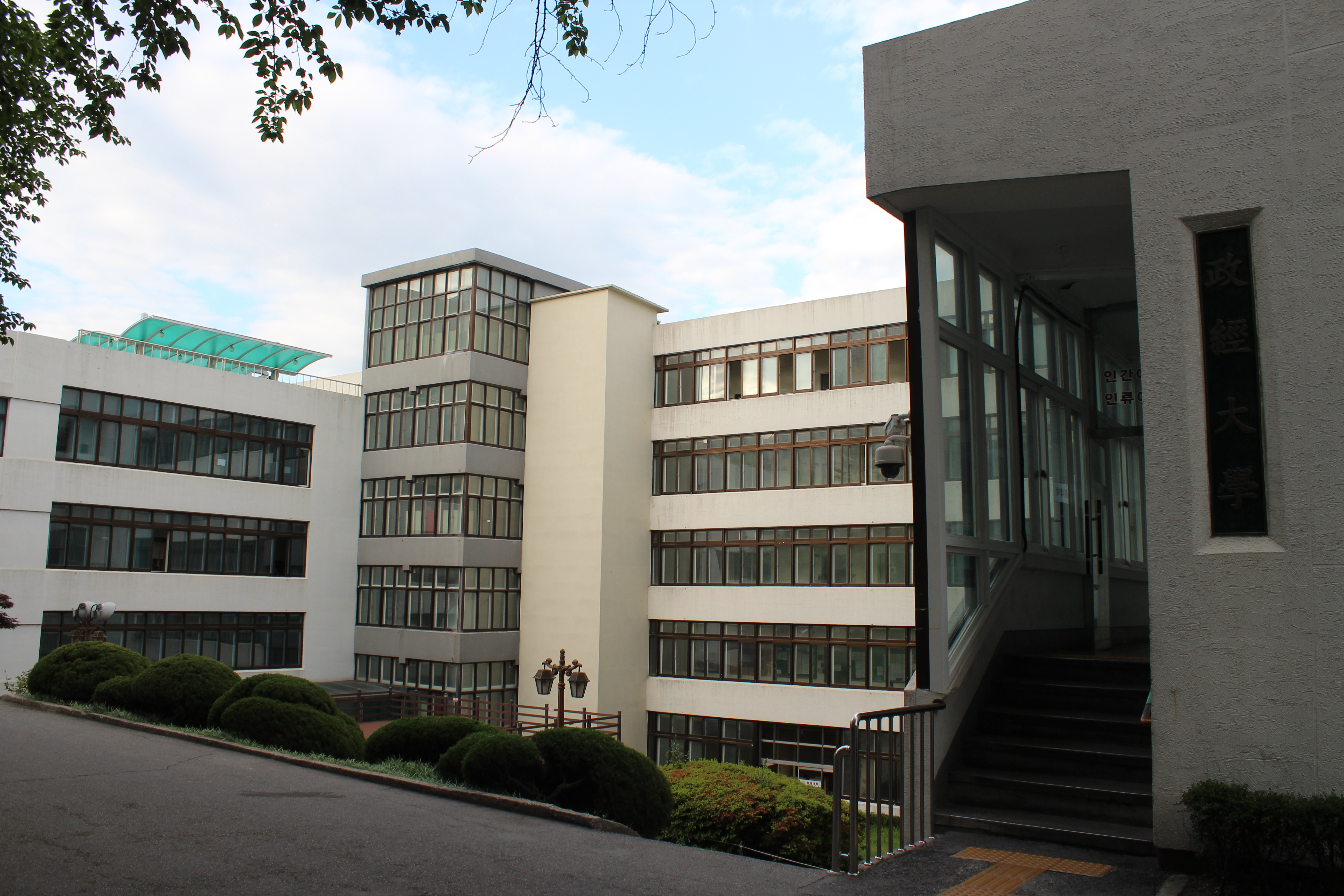
정경대학. 이 건물의 교수연구실을 이과대학의 교수들도 함께 사용하고 있다.
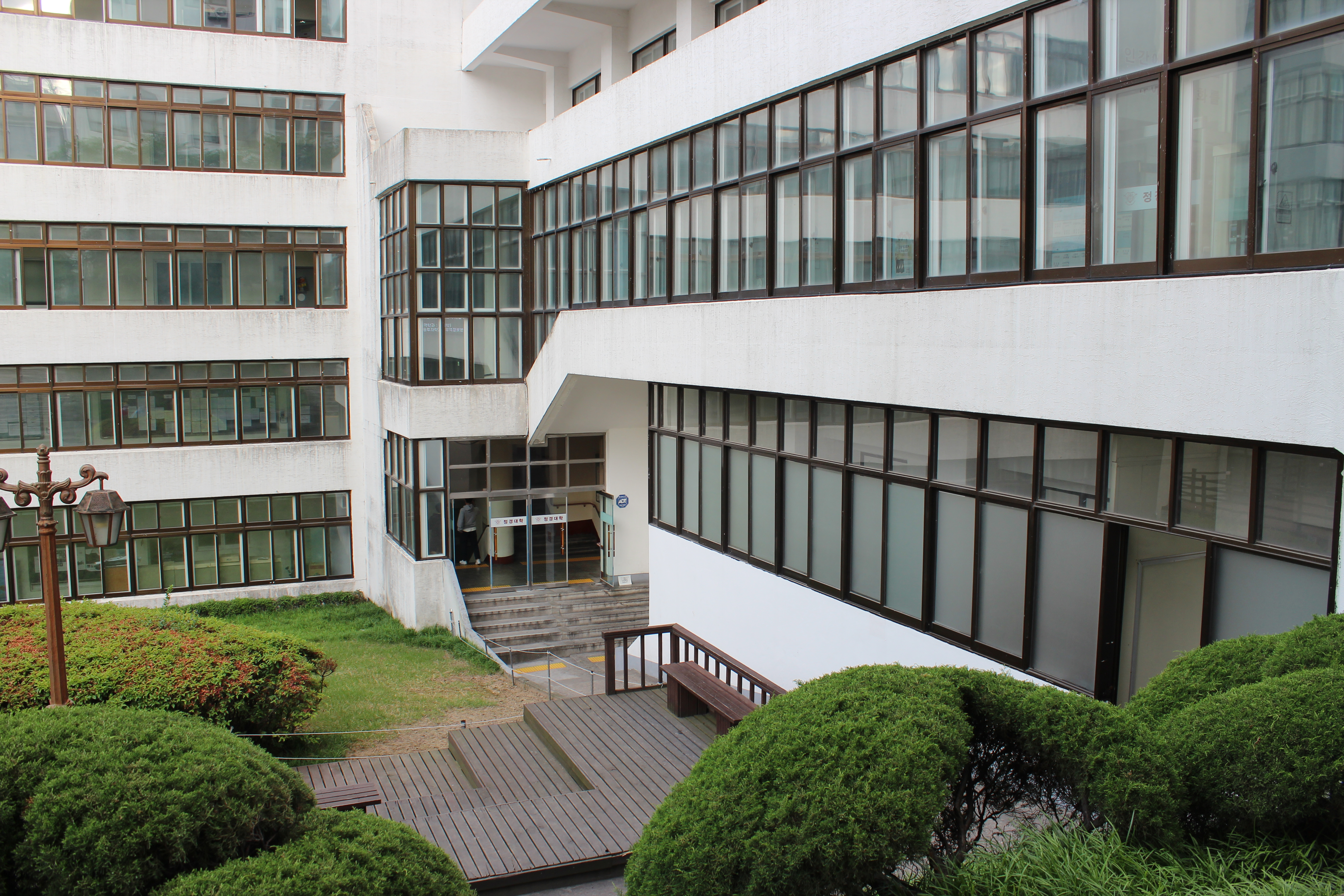
정경대학
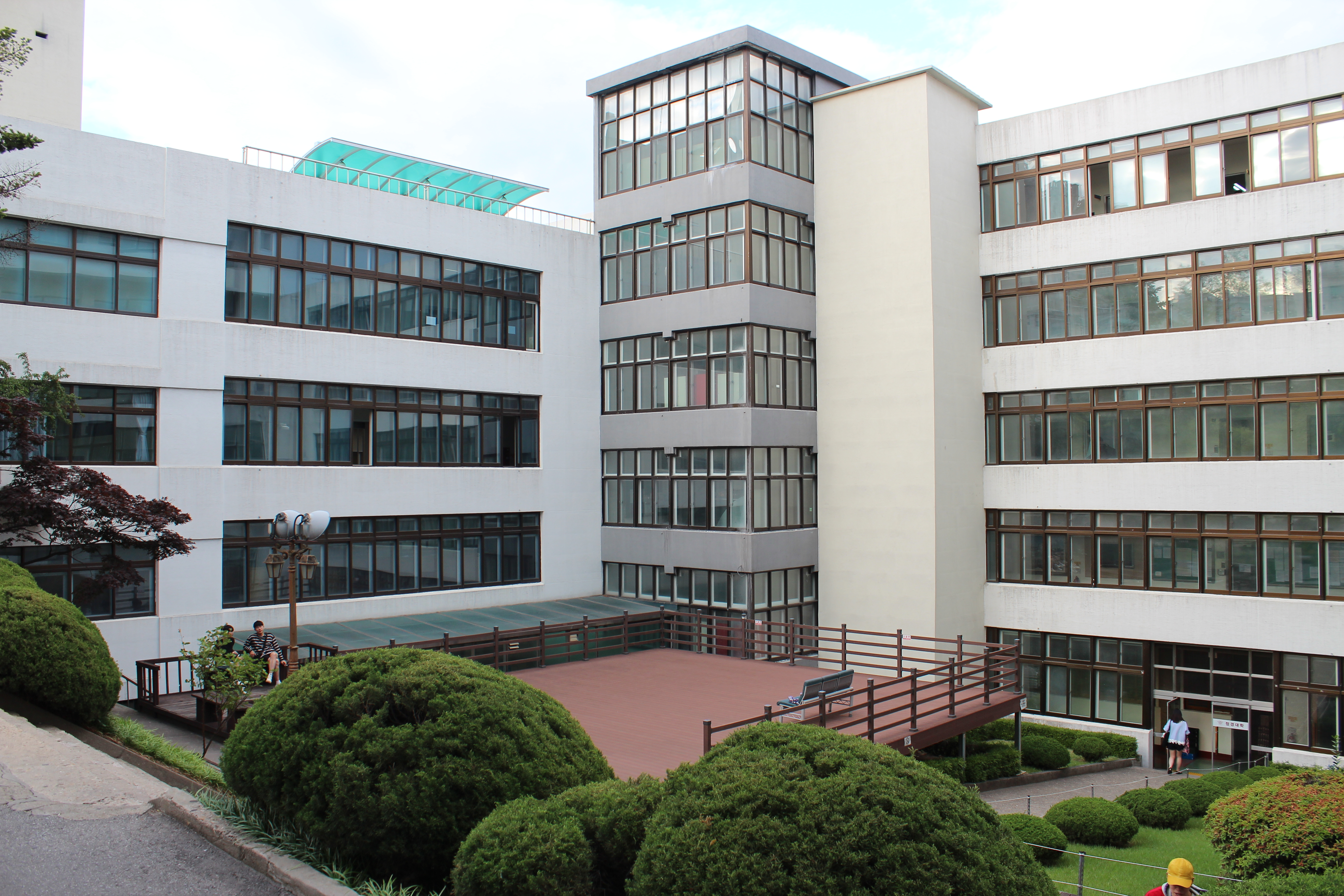
정경대학
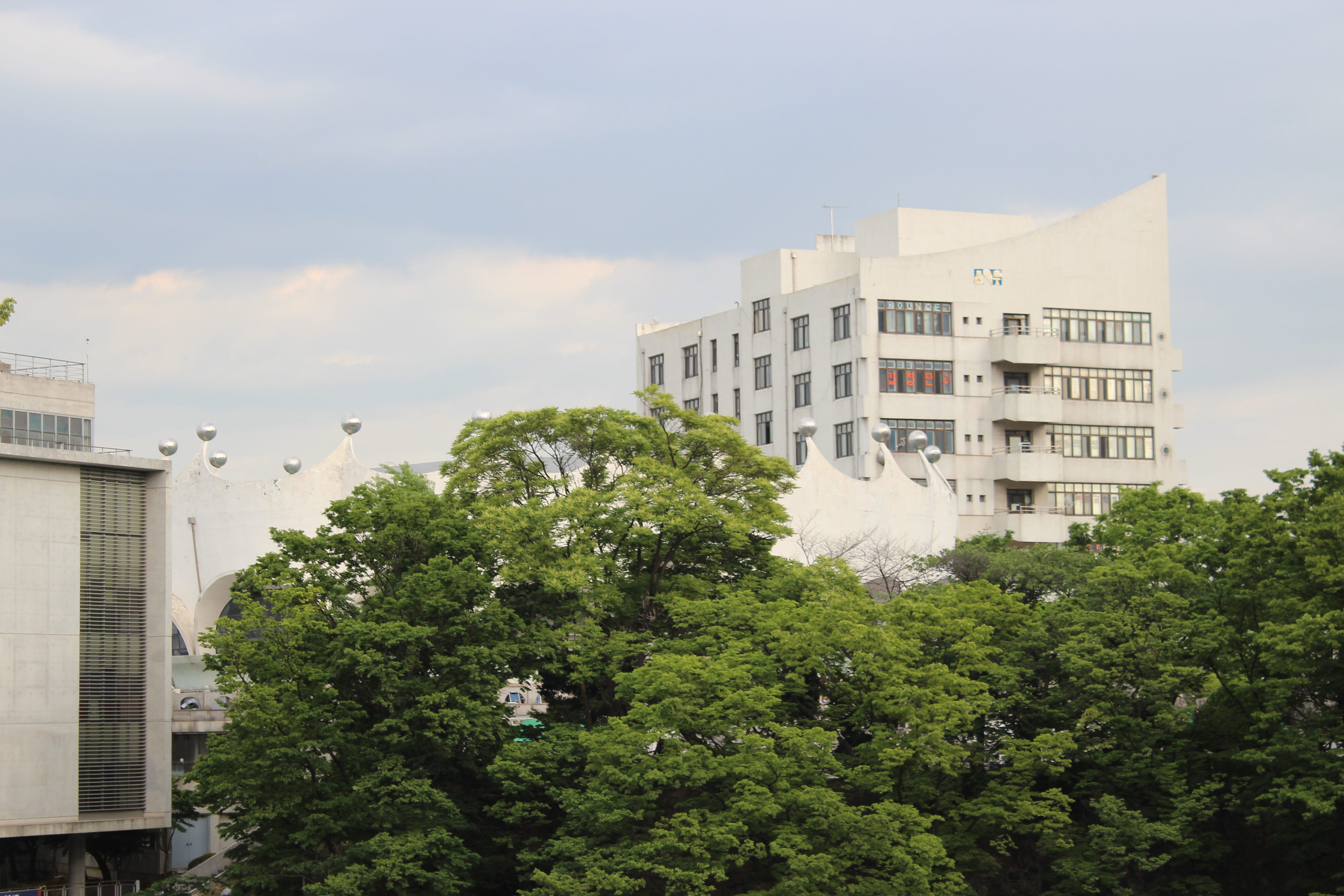
학생회관. 총학생회실과 중앙동아리방 등등이 위치해 있다.
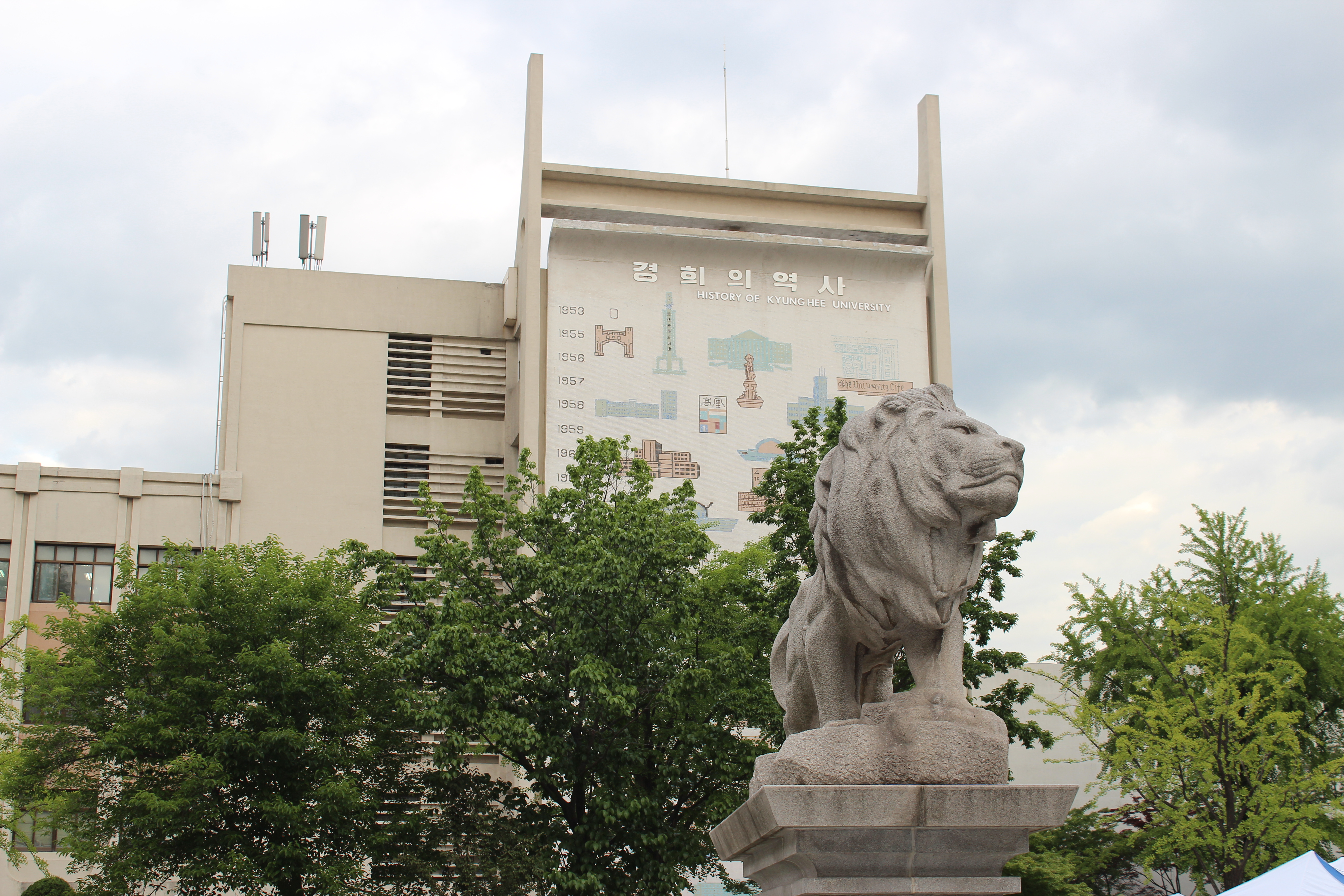
한의과대학과 법과대학이 위치하고 있는 정원에 서 있는 사자상
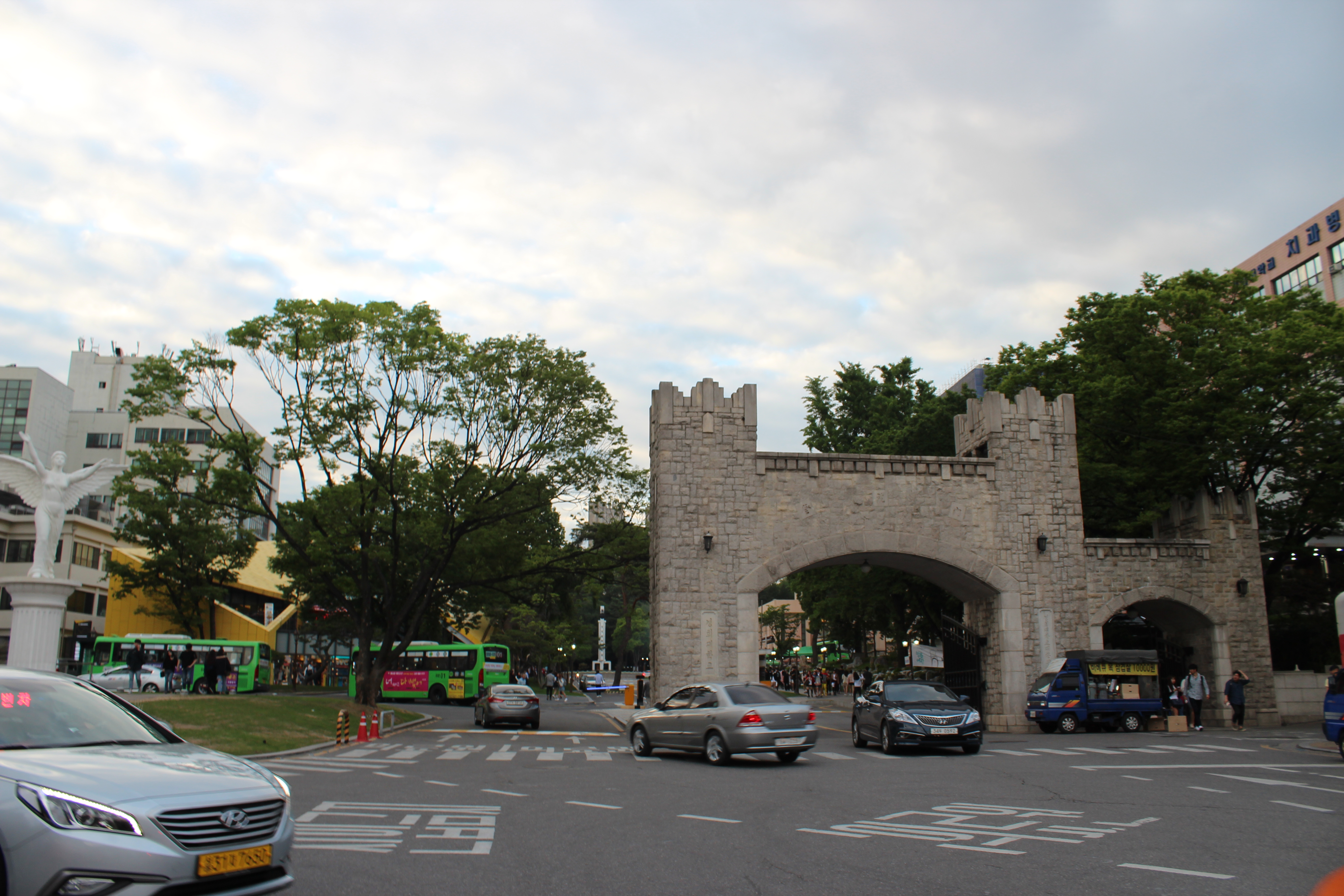
경희대학교 서울캠퍼스 정문
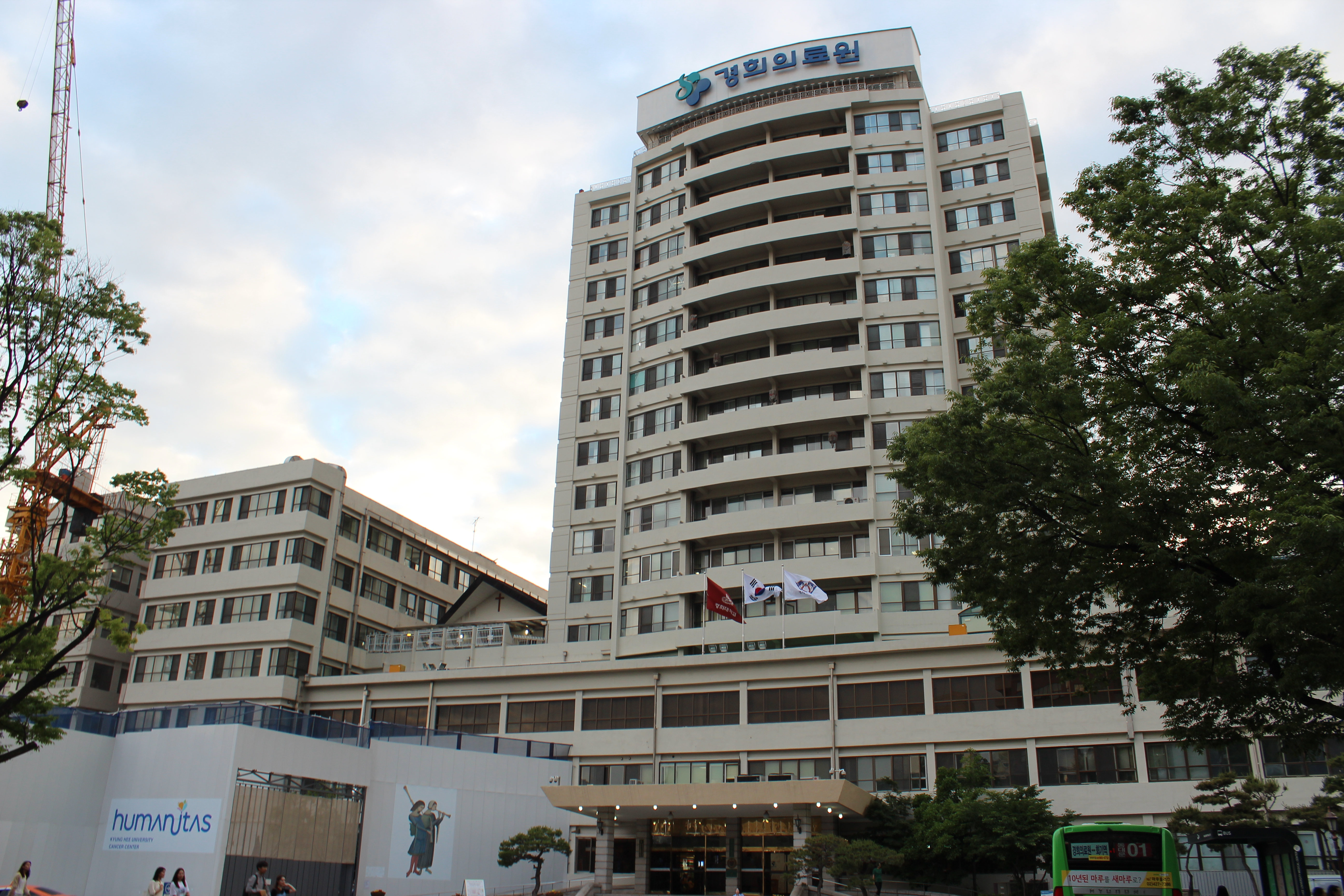
경희의료원
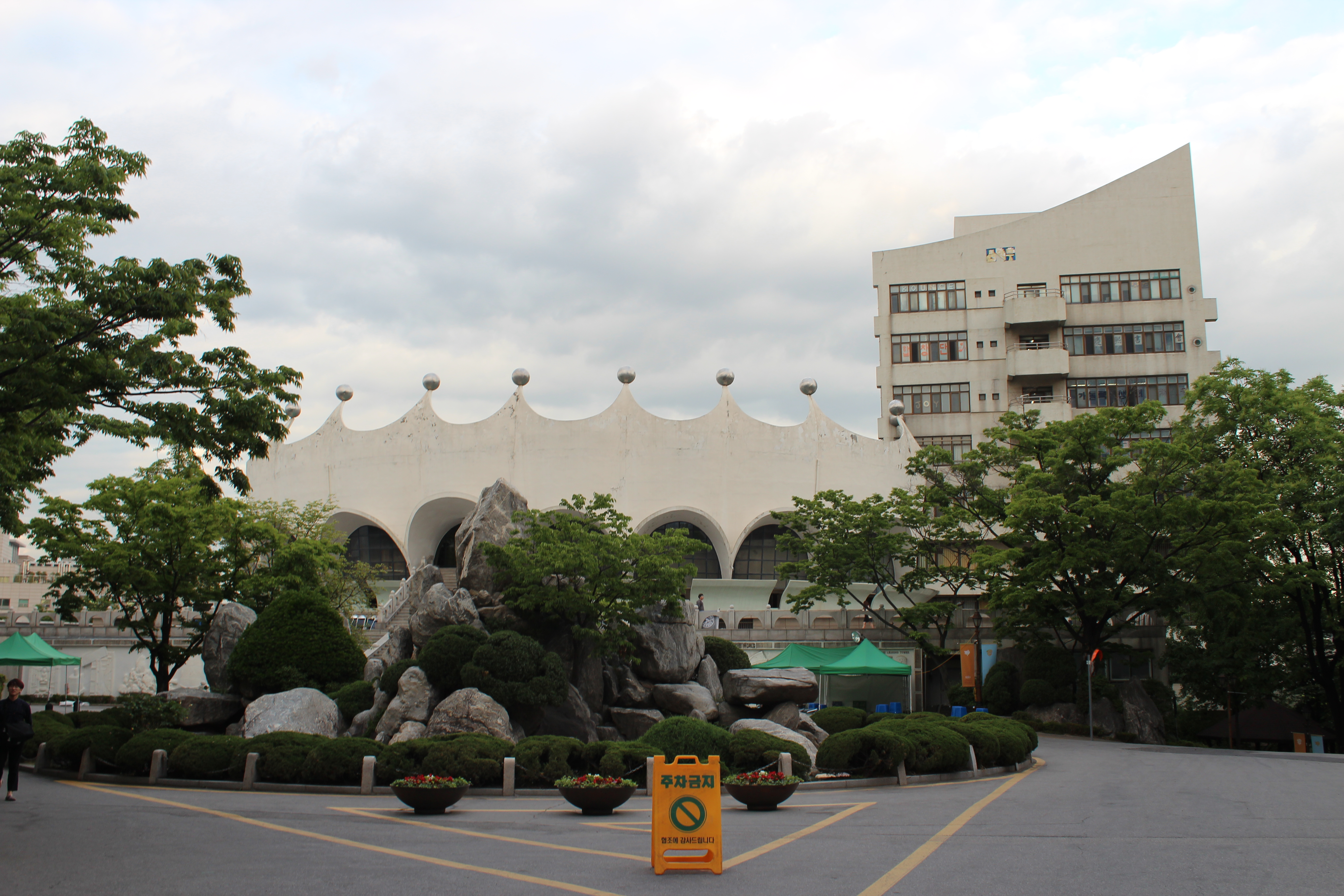
경희대학교 서울캠퍼스 크라운관

## 주요 동문
대한민국 제19대 대통령 문재인 대통령을 배출했다. 문재인 대통령은 법과대학 법학과(72학번), 영부인인 김정숙 여사는 음악대학 성악과(74학번)를 졸업했으며, (참고로 문재인 대통령의 사위도 경희대 출신이다.) 문재인 대통령은 2012년에‘자랑스러운 경희인상’을 수상하기도 했다. 경희대학교는 동문회 회칙에 의거해 명예박사학위 수여자도 공식적인 대학 동문으로 인정하고 있는 바, 문재인 대통령 외에 김대중 대통령, 윤보선 대통령도 대학 동문으로 배출했다고도 할 수 있는데 먼저 김대중 전 대통령은 경희대학교에서 경영대학원(1967년) 및 일반대학원 경제학과(1970년) 석사 과정을 수료하고 명예 경제학박사(1998년) 학위를 받았으며, 영부인인 이희호 여사는 경희가족상(1997년)과 경희대학장(1998년)을 수상했다. 김대중 전 대통령의 장남 김홍일(정치외교학과) 전 의원과 부인 윤혜라 여사(영어영문학과), 차남 김홍업(경영학과) 전 의원과 부인 신선련(영어교육학과) 여사도 다 경희대 출신이다. 경희대학교는 서슬퍼런 전두환 군부독재 시절 당시 오랜 반독재 운동을 해온 대한민국 제4대 대통령 윤보선에게 명예 법학박사(1985년) 학위를 수여했다.

## 사건 · 사고

### 서정범 교수의 성폭력 누명 사건
2007년 3월에 당시 경희대학교 서울캠퍼스에 재직중이던 서정범이 한 무속인으로부터 성폭행을 가했다는 이유로 피소되었다. 검찰은 무속인의 고소내용이 허위라고 판단해 서교수를 무혐의 처리했다. 무속인의 녹취록은 철저히 짜집기가 되어 있었다는 것이다. 검찰은 많은 관련 사고가 있었지만 이렇게 철저하게 조작된 경우는 보지 못했다고 밝혔고. 검찰은 오히려 무고죄로 무속인을 고발했다. 그 무속인은 서 교수가 자신을 무시하는 것 같아 이런 일을 벌인 것으로 알려지고 있다.
무죄가 밝혀지면서 이에 대한 의혹을 강력하게 제기한 경희대학교 서울캠퍼스 총여학생회에 대한 비판이 쏟아졌다. 성추문 사건은 루머로 결론났으나, 당시 그를 강도높게 비판하던 경희대학교 서울캠퍼스 총여학생회는 그에 대한 사과를 발표하지 않았다. 이로 인하여 서울캠퍼스 총여학생회는 해체까지 될 뻔했다.

### 환경 미화원에 대한 학생의 욕설
2010년 5월 15일 한 포털 사이트에 “경희대 학생에게 어머니가 봉변을 당했습니다”라는 글이 올라왔다. 그 내용을 요약하면 다음과 같다.
어머니께서 경희대에서 환경 미화원 일을 하시는데 어떤 여학생이 어머니에게 우유를 치우라고 성질을 내 어머니께서 학생에게 사과받으러 학생 휴게실에 갔지만, 학생이 짜증을 내자 어머니도 함께 언쟁을 하게 되었고 끝내 학생은 어머니에게 상식 이하 욕설과 직업 비하발언, 더불어 연장자로서 감내하기 힘든 모욕을 주었다.

이 사건은 네티즌들 사이에서 일파만파로 퍼졌다. 해당 휴게실에 있었던 다른 학생이 녹음을 한 녹취록도 공개되었다. 총학생회와 경희대측에서 조사한 결과 사실로 드러나 언론에 보도되었다. 이 사건은 일명 ‘패륜녀’, 또는 ‘우유녀’, ‘경희대녀’ 등으로 불렸다. 경희대 측에서는 해당 학생을 징계할 방침이지만, 피해 당사자는 사과를 바랄 뿐 징계는 원하지 않는 것으로 알려졌다. 5월 20일 해당 학생은 환경미화원을 찾아가 사과하였다.

#### 교수 임용 문제
음악 대학 신규 교수 임용을 두고 음대 총동창회에 의해 제기되었다. 2010년 7월 6일에 경희대 음대의 총동창회장, 발전추진위원회 수석부위원장, 학생부회장 등 3명은 2010년 2월에 임용된 전임교원 3명에 대해 임용효력정지 가처분신청을 서울지방법원에 냈다. 2009년 6월에 기악·작곡·성악 세 분야에서 채용 공고를 내었는데, 분야당 20명이 넘는 지원자가 몰렸다. 경희대 내·외부 교수들로 구성된 심사위원단은 이들의 이력서와 연주를 담은 CD 등을 바탕으로 7월 말 1차 서류심사를 끝냈다. 경희대의 ‘전임교원 임용 규정 시행세칙’에 의하면 1차 서류심사에 합격한 사람에게 연주와 강의실력을 평가하는 2차 심사에 참여할 자격을 주게 되어 있는데도 불구하고 2차 심사는 곧바로 진행되지 않고 미루어 졌으며 8월 말에 새로 취임한 음악대학 학장은 이전 서류 심사 결과를 무효화하고 각 학과 교수들에게 2명씩 추천 받아 이 중에서 전임교원을 선발했다. 이에 동창회장은 “이 과정에서 처음 서류 심사에서 1, 2등을 차지했던 우수한 지원자들에게 2차 시험의 응시 기회가 주어지지 않았다”고 주장했다.

#### 교수 성추행
2010년에 경희대학교 음악 대학 학생들이 “인간적으로 성숙하지 못한 일부 교수가 학교를 망가뜨리고 있다.”며 국회와 교육과학기술부, 여성가족부, 국민권익위원회 등 국가기관과 시민사회단체에 탄원서를 제출하였다. 탄원서 내용은 음악 대학에 재직중인 A교수가 자신의 2학년 여제자 및 그 부모등 총 7명이 경기도 과천에서 술자리 및 저녁 식사 자리를 가졌었다. 그 자리에서 A교수는 여학생에게 술을 따르라 했고, 여러 차례 술을 권했으며, 취기가 오자 여학생에게 “내 연구실에 놀러오라”, “내 방은 일단 들어오면 문 열고 나가기가 힘들다”, “학교 앞에서 자취해라. 그래야 많은 경험을 한다”, “내가 경희대 음대의 실세”라고 발언하였다. 그러다가 학생의 어머니는 교수가 딸에게 계속 술을 권하고 듣기 거북한 대화가 이어지자 딸에게 먼저 집으로 가라고 했다.
그러자 회식이 끝날 무렵 A교수와 여학생의 아버지 두 사람만 테이블에 남게 되었고, 다른 사람들은 식당 밖으로 나갈 채비를 차리고 있었을 때 A교수가 여학생의 부친의 머리를 술병으로 내리쳤으며 여학생의 부친은 기절하여 병원으로 실려가 머리 상처 부위를 15바늘 꿰맸다. A교수는 폭행 혐의로 과천경찰서에 입건되었다. 이러한 내용 뿐만 아니라 2010년 2월에 인천의 한 팬션으로 캠프를 갔을 때 숙소에서 여학생들과 따로 술자리를 가진 것과 일주일 후 강촌에서 열린 신입생 오리엔테이션에서 학생이 “돈(캠프비 15만원)이 없어 못 갔다”고 하자 교수는 주변에 있던 다른 학생들을 모두 무릎 꿇게 한 뒤 “왜 거짓말 하느냐”고 신입생을 다그쳤다는 내용 및 여학생과의 모텔 출입 의혹도 탄원서에 포함되어 있었다. 또한 교수의 이런 부적절한 행동에도 음대 내부에서 나서서 비판할 수 없었던 것이 교수가 자신이 지도하는 학생 60여명에 대한 학점, 장학금은 물론 취업에도 절대적인 영향력을 행사하였으며, 실제로 “그 교수가 자신을 비판하는 학생에게 F학점을 주는 등 실제로 보복을 했다”면서 “많은 학생들이 A교수의 잘못을 알아도 참을 수밖에 없는 분위기”라는 내용도 탄원서에 포함되었다.

## 같이 보기
- 학교법인 경희학원
- 경희사이버대학교
- 경희고등학교
- 경희여자고등학교
- 경희중학교
- 경희여자중학교
- 경희초등학교
- 쿠플라자
- 신흥무관학교
- 경희궁
- 경희대학교 여자축구단